# Clube de serviço

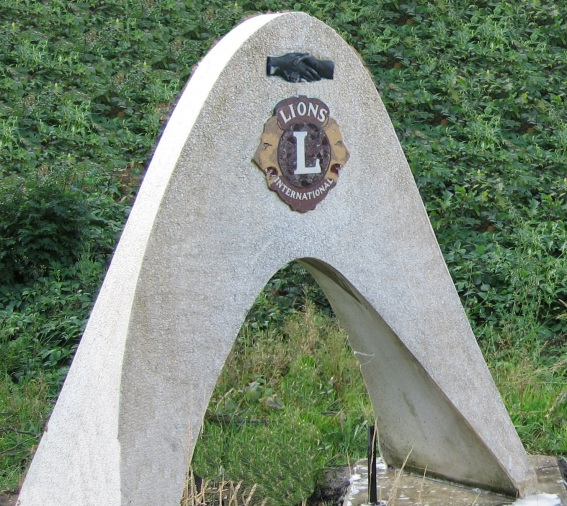
Símbolo do Lions Club em Aachen.

Um clube de serviço é uma organização sem fins lucrativos de trabalho voluntário onde os membros se encontram regularmente para discutir a realização de projetos humanitários, seja através do esforço próprio, seja com apoio de outras organizações.                                             
Um clube de serviço é definido por sua prestação de serviço à comunidade. Benefícios secundários de seus membros, tais como eventos sociais, redes de relacionamento e oportunidades de crescimento pessoal, encorajam o envolvimento. Um clube de serviço não é constituído necessariamente por motivos ideológicos, embora organizações com tais motivos definidos provavelmente identifiquem-se mais através de sua associação. Da mesma forma que as organizações religiosas históricas formaram a base de muitas instituições sociais, tais como hospitais, os clubes de serviço realizam inúmeras tarefas essenciais para a sociedade e outras causas notáveis (como o combate à pobreza). Normalmente, por seu caráter benemerente, essas instituições estão isentas do recolhimento de vários impostos.
O Lions Clubs International é um clube de serviços fundado em 1917 por Melvin Jones e que conta com aproximadamente 1,4 milhões de associados ao redor do mundo. O Rotary Club International foi fundado em 1905 pelo advogado Paul Percy Harris na Cidade de Chicago e conta com ocupando a segunda posição com aproximadamente 1,2 milhões de associados.